# Wamos Air

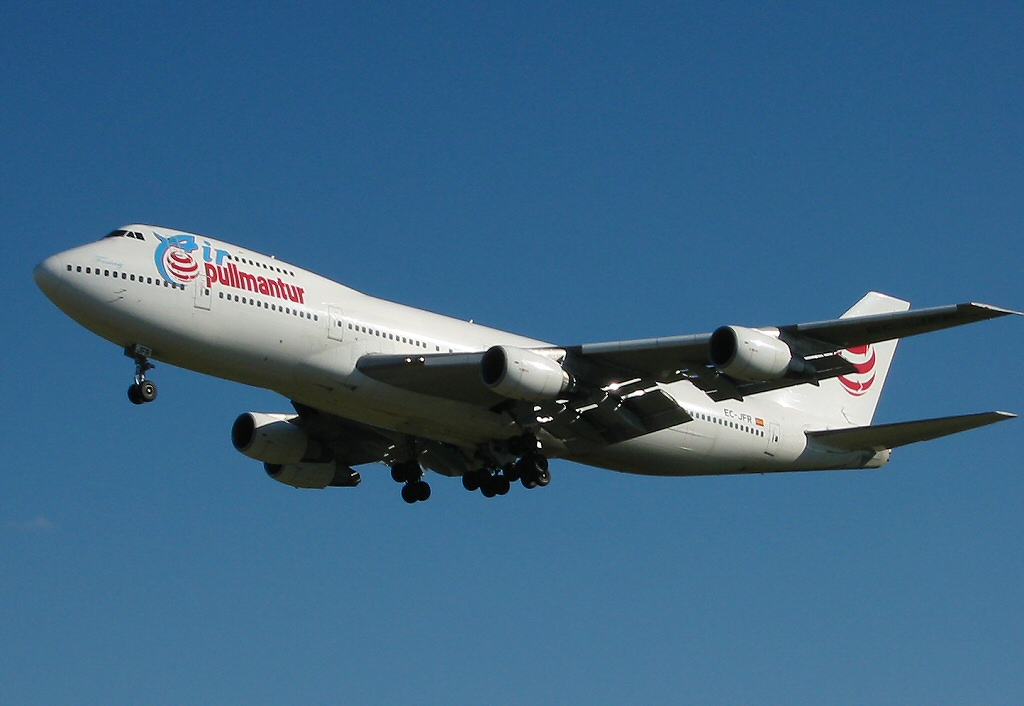
Boeing 747 w barwach Air Pullmantur sprzed 2014

Wamos Air – hiszpańska czarterowa linia lotnicza z siedzibą w Madrycie. Głównym węzłem jest port lotniczy Madryt-Barajas.
Do marca 2014 linia lotnicza działała pod nazwą Air Pullmantur.

## Flota
Według stanu na czerwiec 2025 flota Wamos Air składała się z 13 samolotów o średnim wieku 16 lat:
| Samolot         | Samolot | Samolot   | Liczba miejsc | Liczba miejsc | Liczba miejsc | Liczba miejsc | Uwagi |
| Model           | Aktywne | Zamówione | B             | P             | E             | Łącznie       | Uwagi |
| --------------- | ------- | --------- | ------------- | ------------- | ------------- | ------------- | ----- |
| Airbus A330-200 | 5       | –         | 20            | –             | 268           | 288           |       |
| Airbus A330-200 | 5       | –         | 24            | –             | 273           | 297           |       |
| Airbus A330-300 | 8       | –         | 31            | 48            | 185           | 264           |       |
| Airbus A330-300 | 8       | –         | 30            | –             | 255           | 285           |       |
| Airbus A330-300 | 8       | –         | 12            | –             | 374           | 386           |       |
| Airbus A330-300 | 8       | –         | 6             | –             | 385           | 391           |       |
| Łącznie         | 13      | 0         |               |               |               |               |       |